# Delokalisierung
Von Delokalisierung (oft auch π-Elektronen-System) wird in der Chemie gesprochen, wenn ein oder mehrere Elektronen in einer Atomgruppe, sprich einem Molekül oder Molekülion, nicht genau lokalisierbar, sondern über die einzelnen Atome verteilt ist. Zur Beschreibung dieser Ladungsverteilung nach der VB-Theorie verwendet man mesomere Grenzstrukturen.

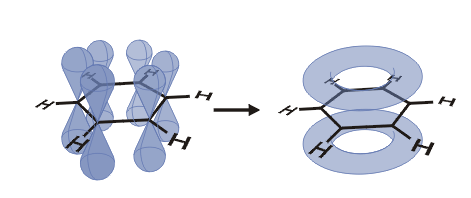
Delokalisiertes Molekülorbital bei Benzol

Grenzstrukturen des Benzols – Kekulé 1872

Ein Spezialfall delokalisierter Ladungen findet sich in konjugierten Systemen aromatischer Verbindungen. Ihre π-Elektronen sind nicht in isolierten, zwei Kohlenstoff-Atomen zugehörigen π-Orbitalen lokalisiert, sondern gehören Molekülorbitalen an, die sich über mehrere C-Atome erstrecken; die π-Elektronen sind in einer „Elektronenwolke“ über die Kohlenstoffatome des gesamten aromatischen Systems verteilt. Ein klassisches Beispiel für ein solches aromatisches Molekül mit delokalisierten π-Elektronen ist Benzol. Die Ringstruktur des Benzols wurde 1865 (fr. Artikel)  (dt. Artikel 1866)
und die Grenzstrukturen 1872 von Kekulé korrekt postuliert.

α-Carotin – Farbstoff der Karotte

Moleküle mit zunehmend großen delokalisierten π-Elektronen-Systemen zeigen Absorptionsbanden, die vom UV-Bereich in den sichtbaren wandern. Grund dafür ist der immer geringere energetische Abstand zwischen Grund- und angeregten Zuständen, was sich schon mit dem sehr vereinfachten Modell des Teilchens im Kasten rationalisieren lässt.
Neben z. B. mehrkernigen, anellierten Aromaten tritt dies auch bei linearen π-Elektronen-Systemen wie Carotinoiden auf. Auch hier überlappen die einzelnen π-Bindungen zu einem konjugierten System, man spricht auch von einer partiellen Delokalisation.
Andere Beispiele für solche farbigen π-Elektronen-Systeme sind Charge-Transfer-Komplexe wie Kaliumpermanganat oder  Sandwichkomplexe wie Ferrocen und Titanocen.